# Jerwood Sculpture Trail

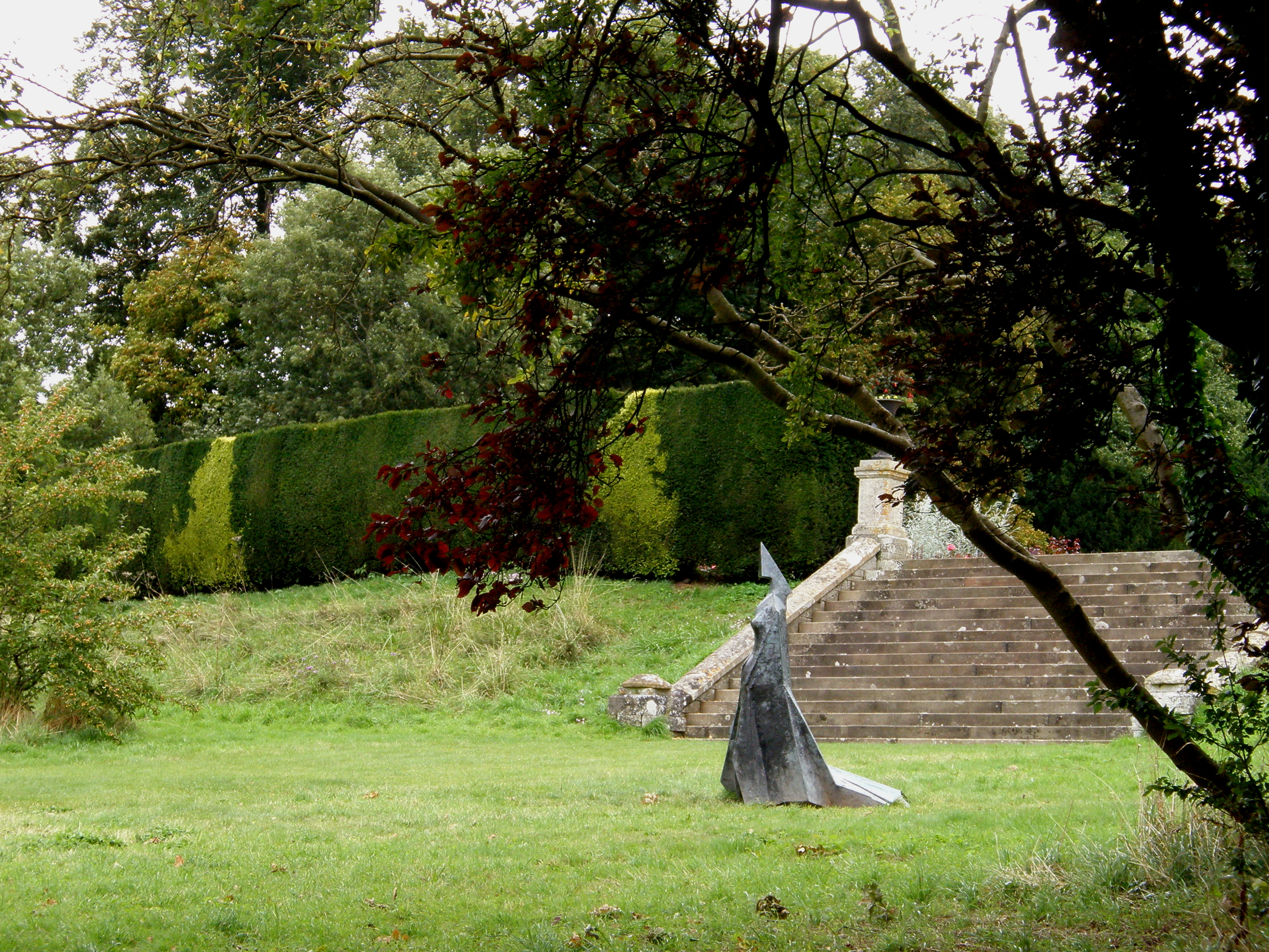
Park von Ragley Hall mit Cloaked Figure IX von Lynn Chadwick

 Jerwood Sculpture Trail ist ein Skulpturenweg an der Ragley Hall in Alcester in der britischen Grafschaft Warwickshire. 

## Geschichte
Die Skulpturen sind Eigentum der Jerwood Sculpture Foundation und wurden ab 2004 aufgestellt. Seit 2011 wird die Sammlung jedes Jahr um den Gewinner des Jerwood Sculpture Prize erweitert, der mit einem Preisgeld von £ 25.000 ausgestattet ist.
2009 gewann Michael Visocchi den Wettbewerb und unter den Bewerbern war unter anderen auch der Bildhauer Nigel Hall. Das gekürte Werk Yield wurde 2010 aufgestellt.
2010 wurde die Sammlung der Jerwood Sculpture Foundation um sieben Werke des Montgomery Sculpture Trust erweitert, die aus Bildhauerarbeiten russischer und osteuropäischer Künstler besteht.

## Sammlung
- 1961: Standing Figure (1985 aufgestellt) von Kenneth Armitage
- 1963/1964: Oracle von Michael Ayrtono
- 1978: Cloaked Figure IX von Lynn Chadwick
- 1983: Bond von Alan Thornhill
- 1986: Walking Man von Elisabeth Frink
- 1992: The Crusader von Harry Everington
- 1992: Earthrise von Michael Lyons
- 1992: Widow Womanvon Ronald Rae
- 1997: Creation von Maria Colonna
- 1998: Insider VIII von Antony Gormley
- 2002: Universal Object von Benedict Carpenter (Jerwood Sculpture Prize 2001)
- 2002: Man on Man von Sokari Douglas Camp
- 2003: Meth V - Stargazer von Jon Ford (Jerwood/Arts Council West Midlands Sculpture Prize 2003)
- 2003: Bench von Peter Hayes
- 2003: Tin von Gereon Krebber (Jerwood Sculpture Prize 2003)
- 2003: Standing Stone von Sarah More
- 2006: Under the Forest von Fernando Casasempere
- 2006: Field von Judith Dean (Jerwood Sculpture Prize 2005)
- 2008: Spring von Juliet Haysom (Jerwood Sculpture Prize 2007)
- 2008: System No. 24 von Julian Wild
- 2008: Green Fuse von Peter Randall-Page

## Fotogalerie

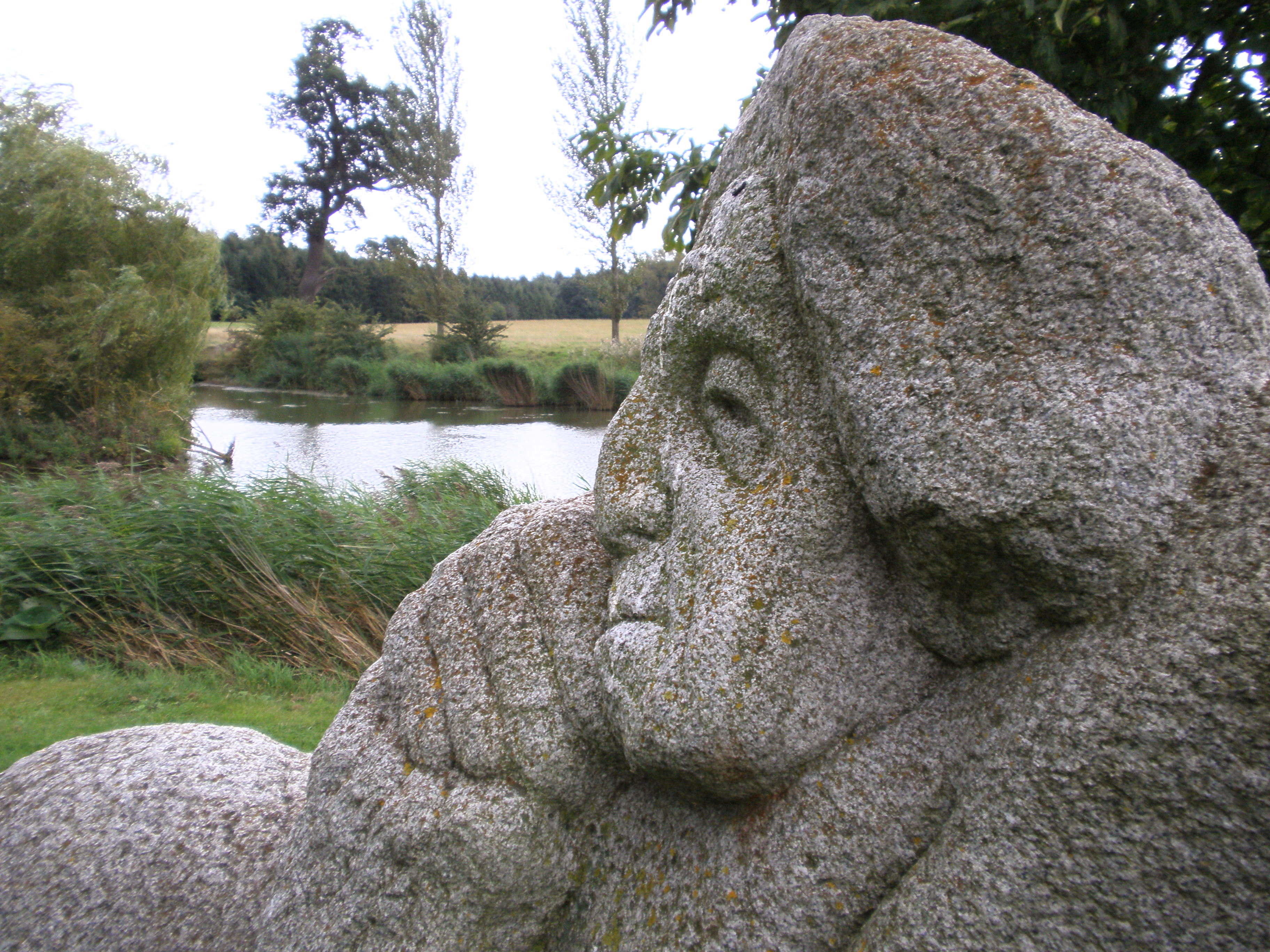
Widow Woman (1992) von Ronald Rae
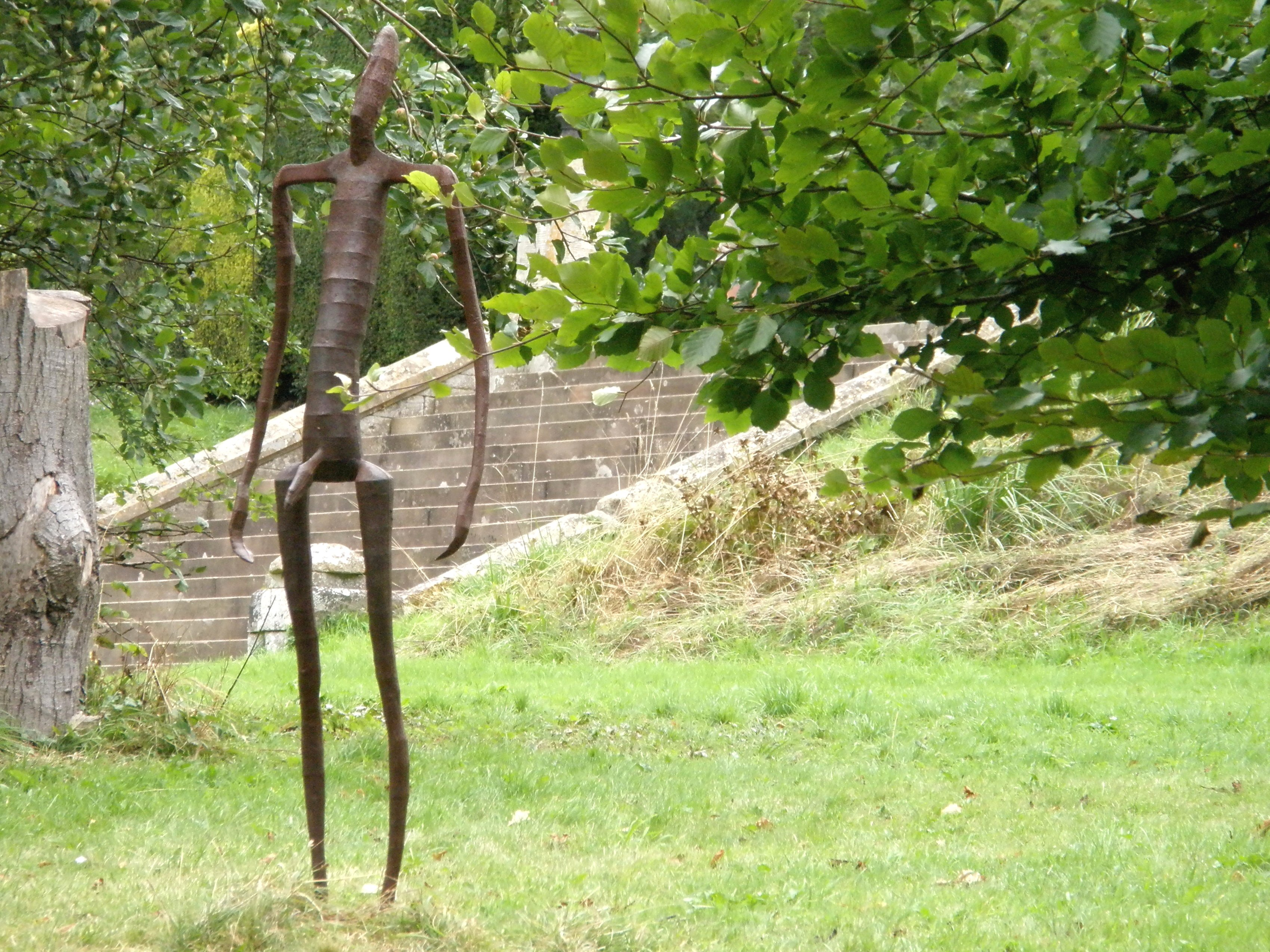
Insider VIII (1998) von Antony Gormley
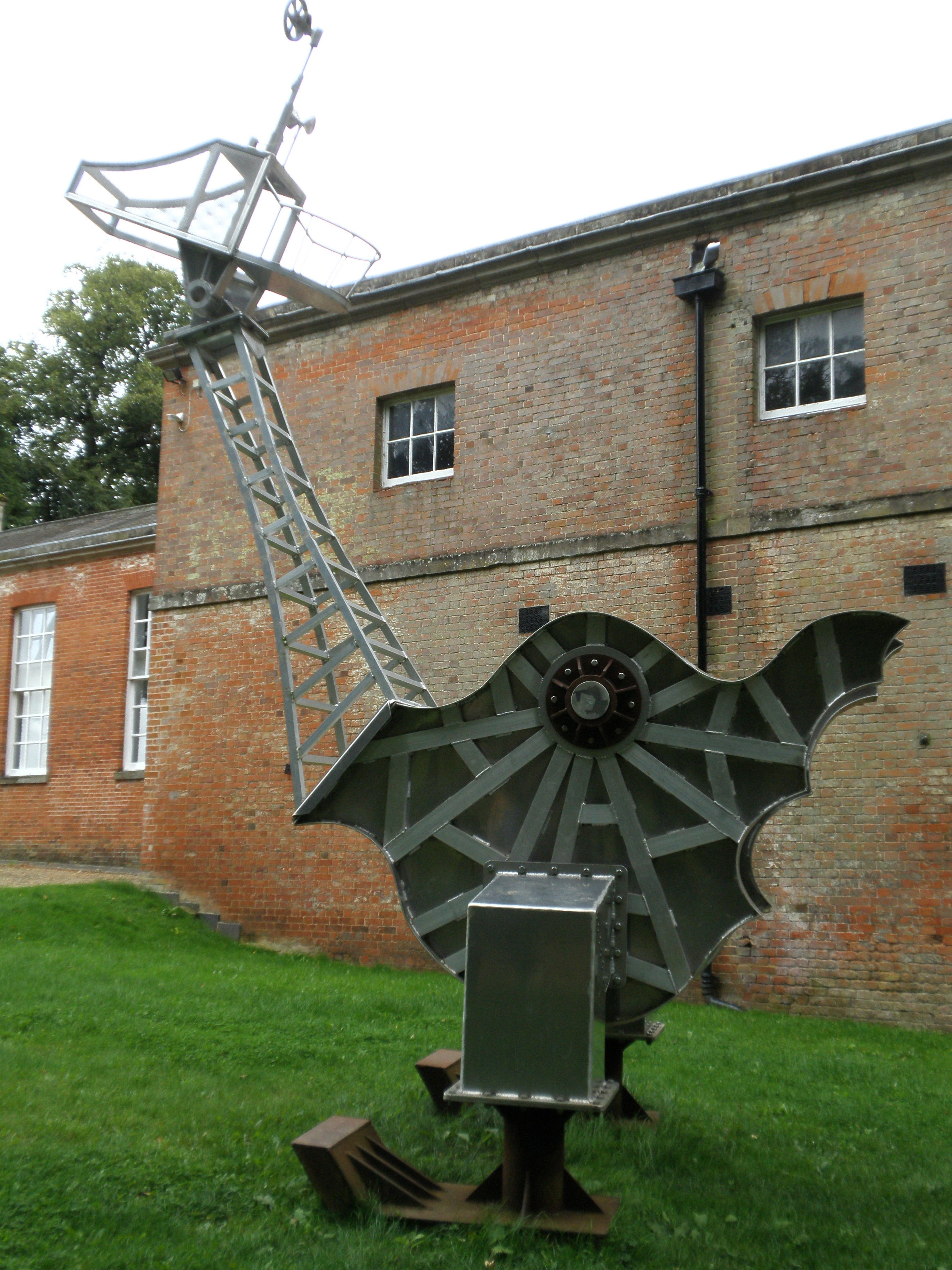
Meth V - Stargazer (2003) von Jon ford
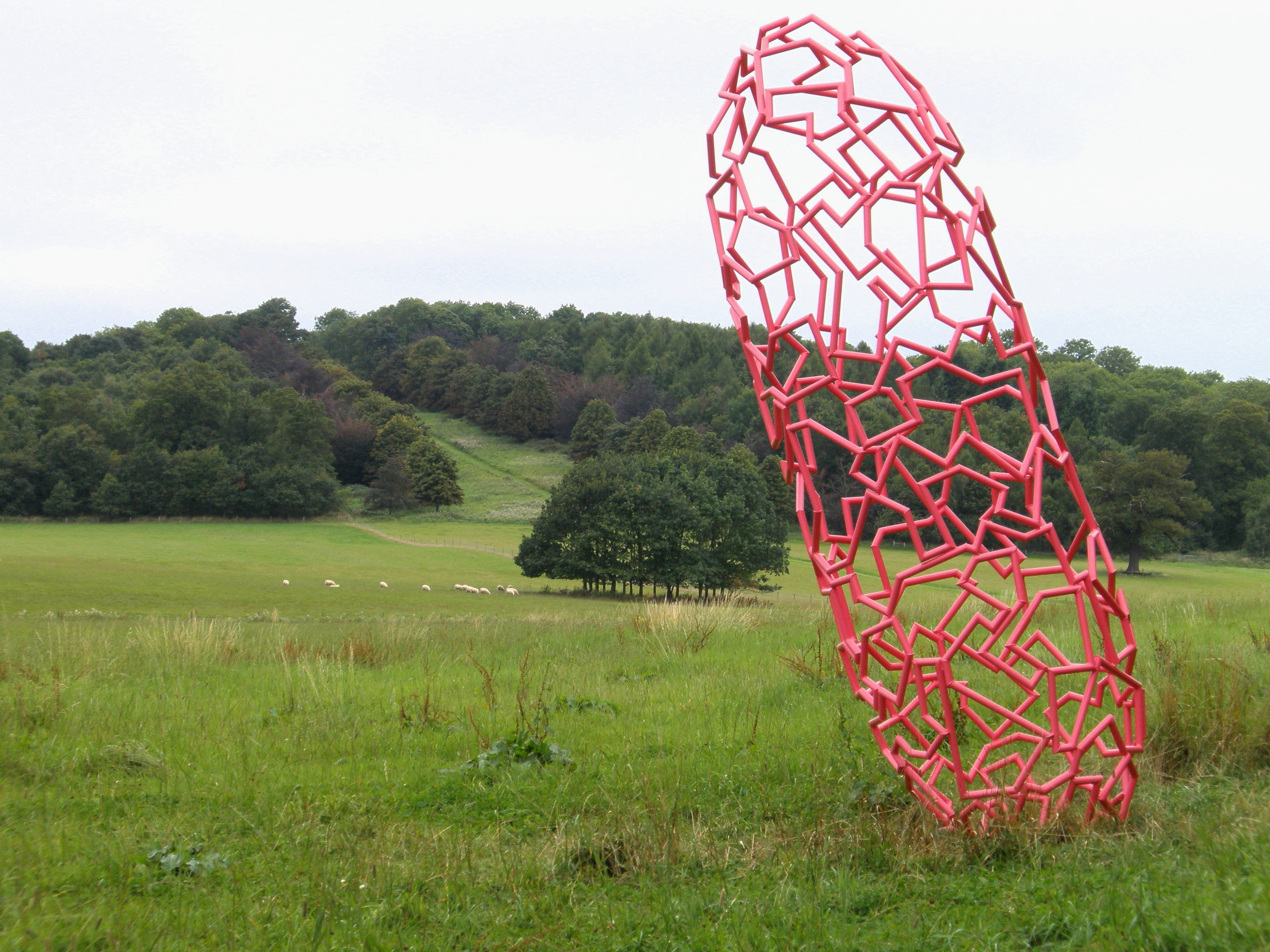
System No. 24 (2008) von Julian Wild